# Aspskål
Aspskål (Encoelia fascicularis) är en svampart som först beskrevs av Alb. & Schwein., och fick sitt nu gällande namn av Petter Adolf Karsten 1871. Aspskål ingår i släktet Encoelia och familjen Sclerotiniaceae.  Arten är reproducerande i Sverige. Inga underarter finns listade i Catalogue of Life.